# 2MASS 0727+1710
2MASS 0727+1710 (=J07271824+1710012) is een bruine dwerg met een spectraalklasse van T7. De ster bevindt zich 29,61 lichtjaar van de zon.